# Вито д’Азио
Вито д’Азио (итал. Vito d'Asio) је насеље у Италији у округу Порденоне, региону Фурланија-Јулијска крајина.
Према процени из 2011. у насељу је живело 129 становника. Насеље се налази на надморској висини од 508 м.

## Становништво
| 1931. | 1936. | 1951. | 1961. | 1971. | 1981. | 1991. | 2001. | 2011. |
| ----- | ----- | ----- | ----- | ----- | ----- | ----- | ----- | ----- |
| 3.315 | 2.855 | 2.939 | 2.215 | 1.490 | 1.218 | 989   | 892   | 818   |